# Exotic Botany
Exotic Botany (abreviado Exot. Bot.) es un libro ilustrado con descripciones botánicas que fue escrito por el botánico inglés, James Edward Smith y editado en dos volúmenes en  los años 1804-1805, con el nombre de Exotic Botany. Consisting of Coloured Figures, and Scientific Descriptions of such New, Beautiful , or Rare Plants as are Worthy of Cultivation in the Gardens of Britain; with Remarks on Their Qualities, History, and Requisite Modes of Treatment. London.